# Lycorea referrens
Lycorea referrens är en fjärilsart som beskrevs av Richard Haensch 1909. Lycorea referrens ingår i släktet Lycorea och familjen praktfjärilar. Inga underarter finns listade i Catalogue of Life.